# (4273) Dunhuang
(4273) Dunhuang (1978 UU1) – planetoida z grupy pasa głównego asteroid okrążająca Słońce w ciągu 3,71 lat w średniej odległości 2,4 j.a. Odkryta 29 października 1978 roku przez Obserwatorium Purpurowej Góry w Nankinie w Chinach.